# Arkadij Walijski
Arkadij Walijski, ukr. Аркадій Валійський, pol. Arkadiusz Walijski (ur. 27 stycznia?/8 lutego 1894 w Czernihowie, zm. 16 września 1976 w Nowym Jorku) – ukraiński wojskowy (generał-chorąży), oficer kontraktowy WP (major), szef sztabu Ukraińskiej Armii Narodowej pod koniec II wojny światowej.
Brał udział w I wojnie światowej jako oficer armii rosyjskiej. Następnie służył w Armii Czynnej Ukraińskiej Republiki Ludowej. W 1920 r. w stopniu pułkownika był komendantem junackiej szkoły wojskowej w Kamieńcu Podolskim. Wraz z żołnierzami Armii Czynnej URL został internowany w Polsce. W okresie międzywojennym w stopniu majora był oficerem kontraktowym WP. Stał na czele Generalnego Sztabu Ministerstwa Wojskowego Rządu URL na wychodźstwie, utworzonego w Warszawie przez Józefa Piłsudskiego. Pod koniec lat 30. dowodził jednym z batalionów piechoty. Brał udział w wojnie obronnej 1939 r., podczas której dostał się do niewoli niemieckiej. Pod koniec 1944 r. został szefem sztabu Ukraińskiej Armii Narodowej gen. Pawło Szandruka. Po zakończeniu wojny zamieszkał w USA. Rząd Ukraińskiej Republiki Ludowej na Emigracji awansował go do stopnia generała porucznika.